# Michael Olise
Michael Akpovie Olise (ur. 12 grudnia 2001 w Londynie) – francuski piłkarz pochodzenia nigeryjsko-angielskiego, występujący na pozycji pomocnika w niemieckim klubie Bayern Monachium oraz w reprezentacji Francji. Srebrny medalista  Letnich Igrzysk Olimpijskich 2024 w Paryżu. Wychowanek Reading. 

## Kariera klubowa

### Wczesna kariera
Olise dołączył do akademii Chelsea, a następnie był zawodnikiem młodzieżowym w klubach Arsenal, Chelsea (spędził tam siedem lat, zanim odszedł w wieku 14 lat) oraz w Manchesterze City.

### Reading
W lipcu 2018 roku Olise został włączony do programu stypendialnego Akademii Reading. Zadebiutował w dorosłej drużynie Reading 12 marca 2019 roku w przegranym 0:3 meczu domowym z Leeds United, a 15 lipca podpisał trzyletni profesjonalny kontrakt z klubem.
Pierwszą bramkę w lidze dla Reading zdobył 19 września 2020 roku, strzelając gola w 76. minucie w wygranym 2:0 meczu z Barnsley na stadionie Madejski.
W kwietniu 2021 roku został nominowany do nagrody Młodego Zawodnika Sezonu trzeciej ligi angielskiej, a 29 kwietnia 2021 roku zdobył ten tytuł.

### Crystal Palace
8 lipca 2021 roku podpisał pięcioletni kontrakt z klubem Premier League, Crystal Palace, po aktywowaniu jego klauzuli wykupu w wysokości 8,37 miliona funtów.
11 września 2021 roku zadebiutował w Premier League w barwach klubu w wygranym 3:0 meczu z Tottenhamem, wchodząc na boisko jako rezerwowy w 86. minucie za Jordana Ayewa.
Później, 23 września, zadebiutował w pełnym wymiarze czasu w meczu z Newcastle United, który zakończył się remisem 1:1.
3 października 2021 roku Olise zdobył swoją pierwszą bramkę w Premier League jako rezerwowy w meczu z Leicester City, który zakończył się remisem 2:2. Tym samym stał się najmłodszym strzelcem Crystal Palace w Premier League od czasów Clintona Morrisona w 1998 roku.
9 kwietnia 2023 roku stał się najmłodszym zawodnikiem, który zaliczył trzy asysty z gry w jednym meczu Premier League, w wygranym 5:1 meczu z Leeds United.
13 maja został pierwszym zawodnikiem Crystal Palace, który zanotował dziesięć asyst w jednym sezonie Premier League, asystując przy drugiej bramce Eberechiego Eze w wygranym 2:0 meczu z Bournemouth. 17 sierpnia 2023 roku ogłoszono, że podpisał nowy, czteroletni kontrakt z Crystal Palace, pomimo doniesień, że był bliski powrotu do Chelsea.
W lutym 2024 roku doznał poważnej kontuzji ścięgna udowego, którą menedżer klubu, Roy Hodgson, określił jako „poważną”. Powrócił do gry w kwietniu tego samego roku,  i do końca sezonu notował dobre występy, w tym strzelając dwa gole w wygranym 4:0 meczu z Manchesterem United.
Sezon zakończył z dziesięcioma golami i sześcioma asystami w 19 występach. Jego imponująca forma przyciągnęła zainteresowanie innych klubów Premier League, w tym Arsenalu, Chelsea, Manchesteru United i Newcastle United.

### Bayern Monachium
W lipcu 2024 roku umówił się na pięcioletni kontrakt z klubem Bundesligi, Bayern Monachium, po aktywowaniu klauzuli wykupu za kwotę 53 milionów funtów (około 60 milionów euro).  

## Kariera reprezentacyjna
Urodził się w Anglii jako syn nigeryjskiego ojca i francusko-algierskiej matki, co czyni go uprawnionym do reprezentowania Francji, Algierii, Anglii lub Nigerii na arenie międzynarodowej.
W marcu 2022 roku po raz pierwszy został powołany do reprezentacji Francji U21 i zadebiutował 24 marca w wygranym 2:0 meczu z Wyspami Owczymi U21.

## Sukcesy

### Bayern Monachium
- Mistrzostwo Niemiec: 2024/2025
- Superpuchar Niemiec: 2025[21]

## Życie prywatne
Olise wychowywał się w Hayes, natomiast urodził się w White City. Jest synem nigeryjskiego ojca oraz francusko-algierskiej matki.